# باولينو فيرير
باولينو فيرير (بالإسبانية: Paulino Ferrer)‏ هو منافس ألعاب قوى فنزويلي، ولد في 9 ديسمبر 1927 في كابيماس في فنزويلا، وتوفي في 27 أبريل 2013 في أكاريغوا ‏ في فنزويلا.

## وصلات خارجية
- باولينو فيرير على موقع أوليمبيديا (الإنجليزية)